# Nati nel 1696
| Questa pagina contiene informazioni ricavate automaticamente dalle voci biografiche con l'ausilio del template Bio e di un bot. L'aggiornamento è periodico e automatico e ricostruisce completamente la pagina. Se manca una persona in questa lista, sei pregato di non aggiungerla, ma accertati piuttosto che la sua voce biografica contenga il template Bio e che i dati anagrafici siano correttamente compilati. Se il template Bio manca, inseriscilo tu stesso o, in alternativa, metti l'avviso {{tmp\|Bio}} che ne segnala la mancanza. Se i dati riportati sono sbagliati, correggi direttamente la voce biografica; le modifiche saranno visibili in questa lista entro pochi giorni. Per chiarimenti vedi il progetto biografie. La lista contiene solo le 105 persone che sono citate nell'enciclopedia e per le quali è stato implementato correttamente il template Bio. Pagina aggiornata al 18 ago 2025. |

## Gennaio(9)
- 5 gennaio - Giuseppe Galli da Bibbiena, scenografo e architetto italiano († 1757)
- 8 gennaio - Étienne Parrocel, pittore francese
- 11 gennaio - Federico Guglielmo di Solms-Braunfels, nobile tedesco († 1761)
- 11 gennaio - Giuseppe Maria Ruffo, arcivescovo cattolico italiano († 1754)
- 17 gennaio - Laurent Delvaux, scultore fiammingo († 1778)
- 18 gennaio - Lodovico Calini, cardinale italiano († 1782)
- 22 gennaio - Johann Jacob Brucker, religioso, storico e filosofo tedesco († 1770)
- 22 gennaio - Luis Fernández de Córdoba, cardinale e arcivescovo cattolico spagnolo († 1771)
- 24 gennaio - Troiano Acquaviva d'Aragona, cardinale e arcivescovo cattolico italiano († 1747)

## Febbraio(8)
- 4 febbraio - Marco Foscarini, doge († 1763)
- 4 febbraio - Enrico II di Reuss-Greiz, nobile tedesco († 1722)
- 5 febbraio - Francesco Rodrigo Moncada, nobile italiano († 1763)
- 10 febbraio - Johann Melchior Molter, compositore e violinista tedesco († 1765)
- 14 febbraio - Paul Landois, drammaturgo, enciclopedista e pittore francese
- 26 febbraio - Carlo De Dominicis, architetto italiano († 1758)
- 26 febbraio - Leonard Schenck, incisore, disegnatore e editore olandese († 1767)
- 29 febbraio - Esprit Antoine Blanchard, musicista e compositore francese († 1770)

## Marzo(9)
- 5 marzo - Giambattista Tiepolo, pittore e incisore italiano († 1770)
- 7 marzo - Lajos Batthyány, politico ungherese († 1765)
- 10 marzo - John Campbell, III conte di Breadalbane e Holland, politico e diplomatico scozzese († 1782)
- 13 marzo - Louis François Armand de Vignerot du Plessis de Richelieu, nobile, militare e diplomatico francese († 1788)
- 18 marzo - Domenico Maria Fratta, pittore e incisore italiano († 1763)
- 27 marzo - Federico Alamanni, vescovo cattolico italiano († 1775)
- 27 marzo - Louis Jouard de La Nauze, gesuita e storico francese († 1773)
- 30 marzo - Giovanni Marchiori, scultore e intagliatore italiano († 1778)
- 31 marzo - Mattia Bortoloni, pittore italiano († 1750)

## Aprile(6)
- 6 aprile - Charles Beauclerk, II duca di St. Albans, nobile e politico inglese († 1751)
- 14 aprile - Antonietta Amalia di Brunswick-Wolfenbüttel, principessa tedesca († 1762)
- 21 aprile - Francesco De Mura, pittore italiano († 1782)
- 26 aprile - Michał Fryderyk Czartoryski, principe († 1775)
- 27 aprile - John Lyon, V conte di Strathmore e Kinghorne, nobile scozzese († 1715)
- 30 aprile - Ayşe Sultan, principessa ottomana († 1752)

## Maggio(4)
- 7 maggio - Eleonora Guglielmina di Anhalt-Köthen, nobile tedesco († 1726)
- 16 maggio - Francesca Cristina del Palatinato-Sulzbach, badessa († 1776)
- 21 maggio - Carlotta Sofia di Anhalt-Bernburg, nobile († 1762)
- 22 maggio - Giuseppe di Marsciano, vescovo cattolico italiano († 1754)

## Giugno(9)
- 5 giugno - Pál Forgách, vescovo cattolico ungherese († 1759)
- 5 giugno - Peregrine Hopson, generale e politico britannico († 1759)
- 8 giugno - Federico Augusto di Harrach-Rohrau, diplomatico e politico austriaco († 1749)
- 11 giugno - James Francis Edward Keith, generale scozzese († 1758)
- 13 giugno - Giovanni Gaspare Bagnato, architetto tedesco († 1757)
- 18 giugno - Antonio Zanon, imprenditore, agronomo e economista italiano († 1770)
- 23 giugno - Francesco Croce, architetto italiano († 1773)
- 27 giugno - Giovanni Lorenzo Berti, teologo e letterato italiano († 1766)
- 27 giugno - William Pepperrell, condottiero, mercante e politico statunitense († 1759)

## Luglio(2)
- 21 luglio - Carlo Giorgio Clerici, nobile e militare italiano († 1717)
- 28 luglio - Jacques Philippe D'Orville, filologo e storico olandese († 1751)

## Agosto(11)
- 2 agosto - Mahmud I, sultano ottomano († 1754)
- 3 agosto - Ferdinando Maria de' Rossi, cardinale e patriarca cattolico italiano († 1775)
- 4 agosto - Cristiano Augusto I di Schleswig-Holstein-Sonderburg-Augustenburg, militare danese († 1754)
- 6 agosto - Johann Gregorius Höroldt, pittore tedesco († 1775)
- 8 agosto - Jean Girard, musicista francese († 1765)
- 9 agosto - Giuseppe Venceslao del Liechtenstein, principe austriaco († 1772)
- 11 agosto - Giuseppe Pozzobonelli, cardinale italiano († 1783)
- 12 agosto - Maurice Greene, compositore e organista inglese († 1755)
- 16 agosto - Marc-Pierre de Voyer de Paulmy d'Argenson, politico francese († 1764)
- 20 agosto - Giosia I di Waldeck-Bergheim, nobile († 1763)
- 26 agosto - Giovanni Battista Tagliasacchi, pittore italiano († 1737)

## Settembre(6)
- 1º settembre - Emine Sultan, principessa ottomana († 1739)
- 4 settembre - Giovanni Antonio Ciantar, scrittore e storiografo maltese († 1778)
- 7 settembre - Angelo Calogerà, religioso e scrittore italiano († 1766)
- 25 settembre - Marie Anne de Vichy-Chamrond, scrittrice francese († 1780)
- 27 settembre - Alfonso Maria de' Liguori, vescovo cattolico e compositore italiano († 1787)
- 30 settembre - Jean François de La Clue-Sabran, ammiraglio francese († 1764)

## Ottobre(12)
- 3 ottobre - Heinrich von Podewils, politico prussiano († 1760)
- 13 ottobre - John Hervey, II barone Hervey, nobile, politico e scrittore inglese († 1743)
- 13 ottobre - Safiye Sultan, principessa ottomana († 1778)
- 17 ottobre - Augusto III di Polonia, sovrano († 1763)
- 20 ottobre - Luigi di Hohenlohe-Langenburg, nobile tedesco († 1765)
- 21 ottobre - James FitzJames, II duca di Berwick, nobile, militare e ambasciatore spagnolo († 1738)
- 21 ottobre - Carlo Luigi di Lorena, nobiluomo francese († 1755)
- 21 ottobre - John Manners, III duca di Rutland, politico inglese († 1779)
- 22 ottobre - Nicola Perrelli, cardinale italiano († 1772)
- 28 ottobre - Paolo Fontana, architetto italiano († 1765)
- 28 ottobre - Maurizio di Sassonia, generale francese († 1750)
- 31 ottobre - Maria Celeste Crostarosa, religiosa italiana († 1755)

## Novembre(6)
- 1º novembre - Karl Ferdinand von Königsegg-Rothenfels, nobile, politico e diplomatico tedesco († 1759)
- 2 novembre - Luisa Adelaide di Borbone-Conti, nobile francese († 1750)
- 7 novembre - Heinrich von Manteuffel, generale prussiano († 1778)
- 11 novembre - Andrea Zani, compositore e violinista italiano († 1757)
- 12 novembre - Theophilus Hastings, IX conte di Huntingdon, nobile inglese († 1746)
- 16 novembre - Louis Tocqué, pittore francese († 1772)

## Dicembre(4)
- 20 dicembre - Domenico Cattaneo, principe italiano († 1782)
- 22 dicembre - James Edward Oglethorpe, generale e politico inglese († 1785)
- 25 dicembre - Giovanni Ernesto di Sassonia-Weimar, principe e compositore tedesco († 1715)
- 31 dicembre - Martyn Petrovič Španberg, navigatore e esploratore russo († 1761)

## Senza giorno specificato(19)
- Chaim ibn Attar, rabbino e religioso marocchino († 1743)
- Hobbe Esaias van Aylva, generale olandese († 1772)
- Vakhushti Bagration, geografo, storico e cartografo georgiano († 1757)
- Tommaso Bonazza, scultore e architetto italiano († 1775)
- Samuel e Nathaniel Buck, incisore britannico († 1779)
- Serafino Cerva, storico e religioso dalmata († 1759)
- Giovanni Battista Fattori, scultore italiano († 1776)
- Abram Petrovič Gannibal, generale russo († 1781)
- François Geinoz, religioso e filologo classico svizzero († 1752)
- Stefano Ghirardini, pittore italiano († 1756)
- Pietro Igneo Grossi, predicatore italiano († 1785)
- Henry Home, scrittore, filosofo e avvocato scozzese († 1782)
- Joseph Anton Feuchtmayer, scultore e incisore austriaco († 1770)
- Christine Kirch, astronoma tedesca († 1792)
- Giacomo Filippo Landesio, organaro italiano
- Michel Landois, pittore francese († 1726)
- Pierre Migeon IV, ebanista francese († 1758)
- Gregorio Salvini, politico, presbitero e scrittore italiano († 1789)
- James Stuart, II conte di Bute, nobile scozzese († 1723)